# Albert Janssen
Albert Janssen (* 1939 in Piliava) ist ein deutscher Jurist.

## Leben
Nach der Reifeprüfung im Februar 1960 am Ulrichsgymnasium Norden studierte er zunächst drei Semester evangelische Theologie an der Universität Marburg und absolvierte dann ein  Werksemester (sechsmonatige Tätigkeit als Hilfsarbeiter in einem Werk der Gutehoffnungshütte). Dort wurde er Mitglied der Studentenverbindung ATV Marburg im ATB. Danach studierte er vier Semester Rechtswissenschaften an der Universität Heidelberg und ab Sommersemester 1965 an der Universität Göttingen bis zum ersten juristischen Staatsexamen. Nach diesem Examen im Sommersemester 1967 verfasste er, unterstützt durch ein Stipendium der Stiftung Volkswagenwerk, seine Dissertation.
Das Referendariat absolvierte er am Oberlandesgericht Oldenburg (Sommersemester 1971 Besuch der Hochschule für Verwaltungswissenschaften). Nach dem zweiten juristischen Staatsexamen wurde er niedersächsischer Verwaltungsbeamter beim damaligen Regierungspräsidenten in Aurich. Es folgten dann eine Abordnung an den Landkreis Wittmund und im Anschluss daran die Versetzung an die Verwaltungsschule der allgemeinen Verwaltung des Landes Niedersachsen in Hildesheim.
Im März 1977 wurde er zum Gesetzgebungs- und Beratungsdienst beim Niedersächsischen Landtag in Hannover als Hilfsreferent abgeordnet und ein Jahr später an den Niedersächsischen Landtag versetzt. Für gut zwei Jahre beurlaubt und mit Hilfe eines Stipendiums der Deutschen Forschungsgemeinschaft, verfasste er seine Habilitationsschrift bei Ernst-Wolfgang Böckenförde. Im Juni 1987 habilitierte ihn die Rechtswissenschaftliche Fakultät der Universität Freiburg für die Fächer Staats- und Verwaltungsrecht, Kirchenrecht und Juristische Methodenlehre. Er wurde dann im Jahr 1990 mit der Leitung der Landtagsverwaltung beauftragt und zum Direktor beim Niedersächsischen Landtag ernannt. Dieses Amt nahm er bis zu seiner Pensionierung im Jahr 2004 wahr.
Er lehrte als außerplanmäßiger Professor an der Juristischen Fakultät des Universität Hannover.

## Schriften (Auswahl)
- Nachdenkliches zur Entwicklung des Landesparlamentarismus in Niedersachsen. Vortrag am 24. Oktober 2006 im Rahmen des Gesamtthemas „Rechtliche Gesichtspunkte der Landespolitik“. Baden-Baden 2007, ISBN 3-8329-2829-4.
- Die gefährdete Staatlichkeit der Bundesrepublik Deutschland. Beiträge zur Bewahrung ihrer verfassungsrechtlichen Organisationsstruktur. Göttingen 2014, ISBN 3-8471-0280-X.
- Die Kunst des Unterscheidens zwischen Recht und Gerechtigkeit. Studien zu einer Grundbedingung der Rechtsfindung. Göttingen 2016, ISBN 3-8471-0542-6.
- Der Staat als Garant der Menschenwürde. Zur verfassungsrechtlichen Bedeutung des Artikels 79 Abs. 3 GG für die Identität des Grundgesetzes. Göttingen 2019, ISBN 3-8471-0961-8.